# کامل عابدین‌زاده
کامل عابدین‌زاده (زادهٔ ۱۳۲۴ در خوی) نمایندهٔ حوزهٔ انتخابیهٔ خوی در دورهٔ پنجم مجلس شورای اسلامی بوده‌است. وی پیش‌تر در دورهٔ چهارم نیز عضو این مجلس بود.